# W. Brian Harland

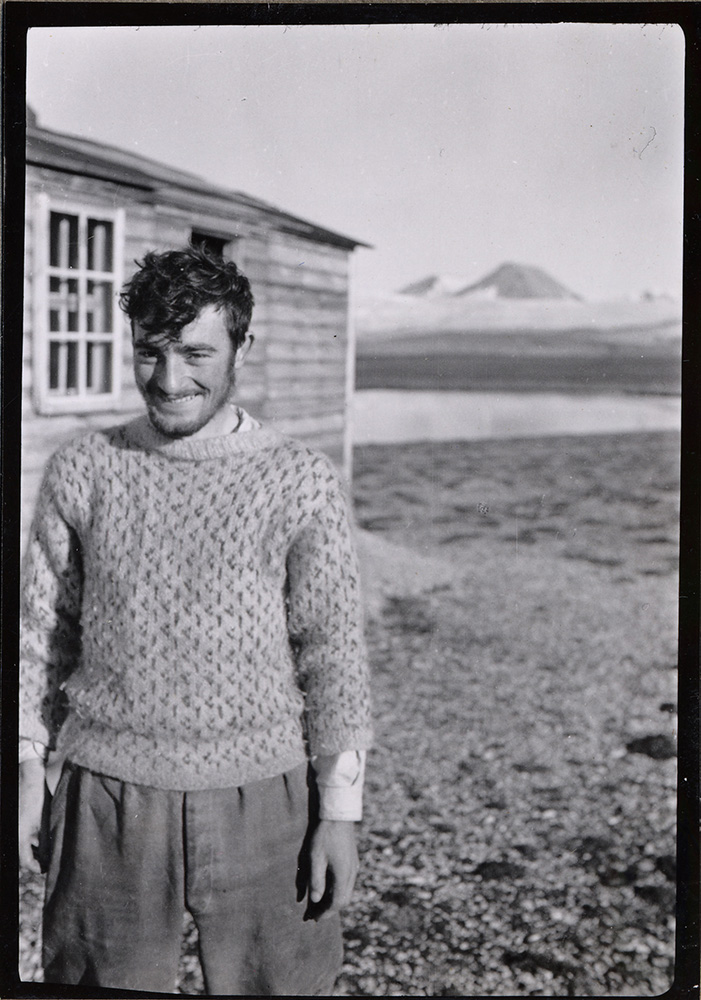
Walter Brian Harland (1938)

Walter Brian Harland, genannt Brian Harland, (*  22. März 1917 in Scarborough; † 1. November 2003 in Cambridge) war ein britischer Geologe und Polarforscher. Er erforschte die Geologie der Arktis und war einer der Ersten, die über die extreme globale Vereisung im Präkambrium (siehe Schneeball Erde) publizierten. Außerdem war er als Herausgeber eines Handbuchs zur geologischen  Zeitskala bekannt.

## Leben
Harland interessierte sich schon seit seiner Jugend in Yorkshire für Geologie und sammelte an der Küste Fossilien (zum Beispiel fand er Reste des jurassischen Krokodils Steneosaurus). Er studierte ab 1935 Naturwissenschaften und speziell Geologie in Cambridge mit dem Abschluss mit Bestnoten. Seine Abschlussarbeit war über die seismologische Erkundung der Geologie von East Anglia. 1938 nahm er an einer Expedition nach Spitzbergen teil, was seine Faszination für die Arktis weckte. Im Zweiten Weltkrieg verweigerte er als Quäker den Wehrdienst, arbeitete auf einer Farm und war ab 1942 bis 1946 als Professor für Geologie in Chengdu in China (heute Chengdu University of Technology). Er blieb auch später mit der Universität verbunden und schloss in China Freundschaft mit Joseph Needham. Danach lehrte er in Cambridge, zunächst ab 1946 als Demonstrator, ab 1948 als Lecturer und ab 1966 als Reader. Als Professor organisierte er über 30 Jahre regelmäßig Exkursionen der Geologiestudenten nach Arran. Ab 1950 war er Fellow des Gonville & Caius College, ab 1984 als Life Fellow.
Er war 1975 Gründer des Cambridge Arctic Shelf Programme (CASP, ab 1988 eine unabhängige gemeinnützige Gesellschaft) und  leitete bis in die 1980er Jahre 29 Expeditionen insbesondere nach Spitzbergen (und war an der Organisation vieler weiterer in Cambridge beteiligt). Er war schon in den 1950er Jahren ein Anhänger der Kontinentalverschiebungstheorie. Er befasste sich mit plattentektonischer Orogenese und führte den Begriff transpression ein für schiefe Kollision von Platten. Auch der Begriff Iapetus-Ozean stammt von ihm und Rodney Gayer (1972).
1976 erhielt er die Lyell Medal und 1968 die Goldmedaille der Royal Geographical Society. Er war 30 Jahre lang Herausgeber des Geological Magazine. 1963 bis 1979 war er Sekretär ehrenhalber der Geological Society of London. Er war ab 1964 Herausgeber (bis zur 4. Auflage 1990) von Geologic Time Scale und koordinierte dazu die Informationen. Er war Sekretär des International Geological Correlation Programme.
1942 heiratete er Elisabeth Lewis und hatte einen Sohn und zwei Töchter.

## Schriften
- An outline of the structural geology of Spitsbergen, in G. O. Raasch, Geology of the Arctic, Band 1, Toronto University Press 1961, 68–132
- Herausgeber: A Geologic Time Scale, Cambridge University Press, 4. Auflage 1990
- Herausgeber: The Phanerozoic Timescale, Geological Society of London, 1964
- Herausgeber mit anderen: The Fossil Record, Geological Society of London 1967
- mit W. T. Horsfield: The West Spitsbergen Orogen, in A. M. Spencer, Mesozoic and Cenozoic Orogenic Belts, Geological Society Special Publ. 4, 1974, 747–756